# Comté d'Adair (Iowa)
Pour les articles homonymes, voir Comté d'Adair.
Le comté d'Adair est situé dans l'État de Iowa aux États-Unis. En 2010, sa population était de 7 682 habitants. Le siège de ce comté est Greenfield. Il est nommé en hommage au gouverneur du Kentucky, John Adair.

## Géographie
Selon le Bureau du recensement des États-Unis, le comté a une superficie totale de 1,476 km2, composée de 1,474 km2 de terres et de 2,6 km2 d'eau (soit 0,1 %).

### Axes routiers principaux
- Interstate 80
- U.S. Highway 6
- Iowa Highway 25
- Iowa Highway 92

### Comtés adjacents
- Comté de Guthrie  (Nord)
- Comté de Madison  (Est)
- Comté d'Union  (Sud-Est)
- Comté d'Adams  (Sud-Ouest)
- Comté de Cass  (Ouest)

## Démographie
| 1860 | 1870  | 1880   | 1890   | 1900   | 1910   | 1920   | 1930   | 1940   |
| ---- | ----- | ------ | ------ | ------ | ------ | ------ | ------ | ------ |
| 984  | 3 982 | 11 667 | 14 534 | 16 192 | 14 420 | 14 259 | 13 891 | 13 196 |

| 1950   | 1960   | 1970  | 1980  | 1990  | 2000  | 2010  | - | - |
| ------ | ------ | ----- | ----- | ----- | ----- | ----- | - | - |
| 12 292 | 10 893 | 9 487 | 9 509 | 8 409 | 8 243 | 7 682 | - | - |